# تپه کانی رحمان
تپه کانی رحمان مربوط به دوره ساسانیان است و در شهرستان بیجار، بخش مرکزی، روستای قیصه واقع شده و این اثر در تاریخ ۲۴ فروردین ۱۳۸۲ با شمارهٔ ثبت ۸۰۳۵ به‌عنوان یکی از آثار ملی ایران به ثبت رسیده است.